# Elliot Hovey
Elliot Hovey (ur. 17 lutego 1983 r.) – amerykański wioślarz, reprezentant Stanów Zjednoczonych w wioślarskiej dwójce podwójnej podczas Letnich Igrzysk Olimpijskich w Pekinie.

## Osiągnięcia
- Igrzyska Olimpijskie – Pekin 2008 – dwójka podwójna – 12. miejsce[1].
- Mistrzostwa Świata – Poznań 2009 – czwórka podwójna – 12. miejsce[2].